# Lecanora neodegelii
Lecanora neodegelii är en lavart som beskrevs av B. D. Ryan & T. H. Nash. Lecanora neodegelii ingår i släktet Lecanora och familjen Lecanoraceae.   Inga underarter finns listade i Catalogue of Life.